# Saverne
Saverne (Zabern en alemany, Zàwere en alsacià) és un municipi francès situat al departament del Baix Rin i a la regió del Gran Est. Limita al nord-oest Ottersthal, al nord Ottersthal i Monswiller, al nord-est Monswiller, a l'oest amb Danne-et-Quatre-Vents, a l'est amb Monswiller i Waldolwisheim, al sud-oest Haegen i Gottenhouse, al sud amb Otterswiller i a l'est amb Schwenheim i Furchhausen.
Forma part del cantó de Saverne, del districte de Saverne i de la Comunitat de comunes del Pays de Saverne.

## Fills il·lustres
- Franz Xaver Murschhauser (1663-1738)

## Demografia
| 1962  | 1968  | 1975   | 1982   | 1990   | 1999   |
| ----- | ----- | ------ | ------ | ------ | ------ |
| 9.056 | 9.682 | 10.170 | 10.327 | 10.278 | 11.201 |

## Administració
| Període   | Identitat         | Partit |
| --------- | ----------------- | ------ |
| 1977-2001 | Adrien Zeller     | UDF    |
| 2001-2008 | Thierry Carbiener | UDF    |
| 2008-     | Émile Blessig     | UMP    |
| 2001-     | Pierre Marmillod  | UDF    |